# 百合祭
『百合祭』（ゆりさい、英: Lily Festival）は、2001年製作の日本映画。原作は1999年度北海道新聞文学賞を受賞した桃谷方子の小説『百合祭』。

## キャスト
- 宮野理恵：吉行和子
- 三好輝治郎：ミッキー・カーチス
- 毬子梅香：正司歌江
- 横田レナ子：白川和子
- 里山照子：中原早苗
- 並木敦子：原知佐子
- 北川よし：大方斐紗子
- 戸塚ネネ：目黒幸子
- 野上正義
- 大島圭子

（友情出演）
- 井川修司
- 中村英児
- 小川真実
- 佐々木麻由子
- 斎木亨子
- 風間今日子

## 上映&受賞歴(記録)
2001年
- あいち国際女性映画祭

2002年
- 第9回トリノ国際女性映画祭 - セコンド・プリミオ賞
- モントリオール世界映画祭
- フィラデルフィア国際G&L映画祭 - 最優秀長編レズビアン映画賞

2003年 
- ミックス・ブラジル 2003 - 最優秀長編映画賞

2004年
- 第13回東京国際レズビアン&ゲイ映画祭(7月19日、上映後北原みのりトークショー)

2006年
- やまなし映画祭

2009年
- 第4回関西クィアフィルムフェスティバル(1月23日)